# Kedunggudel
Kedunggudel is een bestuurslaag in het regentschap Ngawi van de provincie Oost-Java, Indonesië. Kedunggudel telt 4322 inwoners (volkstelling 2010).